# Ratolí marsupial cuaprim
El ratolí marsupial cuaprim (Sminthopsis murina) és un marsupial dasiúrid. Té una mida corporal mitjana de 7-12 cm, amb una cua de 5,5-13 cm. Els mascles pesen 25-40,8 grams i les femelles 16,5-25,4 grams.
S'alimenta de manera oportunista d'artròpodes, amb una preferència per les arnes i els escarabats.